# 拉蒙·貝倫格爾四世
拉蒙·貝倫格爾四世（西班牙語：Ramón Berenguer IV，約1114年—1162年8月6日），巴塞罗那伯爵和阿拉貢親王，1131年至1162年在位。

## 生平
拉蒙·貝倫格爾四世出生於1114年，是巴塞羅那伯爵拉蒙·貝倫格爾三世和普羅旺斯女伯爵杜斯一世的兒子。1131年8月19日，他從父親拉蒙·貝倫格爾三世那裡繼承巴塞羅那伯國。1137年8月11日，大約在他24歲時他與當時只得一歲的阿拉貢公主佩德羅尼拉訂婚 。佩德羅尼拉的父親是阿拉貢國王拉米羅二世，他尋求巴塞羅那伯國的援助以對抗卡斯蒂利亞國王阿方索七世，拉米羅二世於1137年11月13日開始隱居，將他的王國留給佩德羅尼拉和拉蒙·貝倫格爾四世，後者實際上成為阿拉貢的統治者，儘管他本人從未成為國王，而是經常使用“巴塞羅那伯爵和阿拉貢親王”的頭銜，偶爾使用“萊里達和托爾托薩侯爵”的頭銜（在征服這些城市之後）。
拉蒙·貝倫格爾四世與其岳父拉米羅二世簽訂的條約規定，拉蒙·貝倫格爾四世與佩德羅尼拉的後代將共同統治兩個王國，即使佩德羅尼拉在結婚前去世，拉蒙·貝倫格爾四世的繼承人仍將繼承阿拉貢王國。這兩個王國都將保留其法律、制度和自治權，在法律上保持獨立，但在一個統治機構下的王朝聯盟中聯合起來。歷史學家認為這種安排是西班牙皇族中世紀的政治傑作。這兩個王國都獲得了更大的力量和安全，阿拉貢也獲得通往大海的急需出口。另一方面，當葡萄牙從西部的萊昂王國脫離時，在東北部形成了一個新的政治實體，使半島上基督教王國更加平衡。毫無疑問，拉蒙·貝倫格爾四世在妹妹貝倫加麗亞成為阿方索七世的妻子後在貝倫加麗亞的幫助下成功地將阿拉貢從其承諾卡斯蒂利亞的協議中收回來，貝倫加麗亞在她那個時代以其美麗和魅力而聞名。 

## 十字軍東征與戰爭
在他統治的中期，拉蒙·貝倫格爾四世將注意力轉向對抗摩爾人的運動中。1147年10月，作為第二次十字軍東征的一部分，他幫助卡斯蒂利亞王國征服阿爾梅里亞。然後他入侵穆拉比特王朝泰法王國的土地瓦倫西亞和莫西亞。1148年12月，在法國南部、盎格魯-諾曼和熱那亞等地的十字軍幫助下，經過六個月的圍攻，他佔領托爾托薩。當摩爾人後來試圖奪回托爾托薩時，拉蒙·貝倫格爾四世為當地婦女們創造斧頭騎士團，令她們進行勇敢的防禦，第二年，位於塞格雷河和埃布羅河交匯處的弗拉加、萊里達和梅基嫩薩被他的軍隊攻陷。
拉蒙·貝倫格爾四世還在普羅旺斯幫助他的弟弟普羅旺斯伯爵貝倫格爾·拉蒙和他的小侄子普羅旺斯伯爵拉蒙·貝倫格爾二世對抗圖盧茲伯爵阿方索·約旦和雷蒙五世。在拉蒙·貝倫格爾二世年幼統治期間，巴塞羅那伯爵還擔任普羅旺斯伯國的攝政王（1144年至1157年）。1151年，拉蒙·貝倫格爾四世與萊昂和卡斯蒂利亞的阿方索七世簽署了圖迪倫條約。該條約將安達盧西亞的征服區定義為試圖防止兩個統治者發生衝突。同樣在1151年，拉蒙·貝倫格爾四世創立並捐贈波夫萊特修道院。1154年，他接受成為貝亞恩子爵加斯頓五世的攝政，以換取貝亞恩貴族在坎夫蘭克向他效忠，從而將這個小公國與日益壯大的阿拉貢王國聯合起來。 

## 家庭
1137年，23歲拉蒙·貝倫格爾與年僅1歲的佩德羅尼拉結婚，兩人共有4子1女：
1. 佩德羅（英语：Peter of Barcelona）（1152年—1164年），早逝[7]
2. 阿方索二世（1157年—1196年），亞拉貢國王[7]
3. 雷蒙-貝倫格爾（1158年—1181年），普羅旺斯伯爵[8]
4. 杜爾切（英语：Dulce of Aragon）（1160年—1198年），葡萄牙王后[9]
5. 桑喬一世（英语：Sancho, Count of Provence）（1161年—1223年），普羅旺斯伯爵[8]

## 逝世
拉蒙·貝倫格爾四世於1162年8月6日在意大利皮埃蒙特聖達爾馬佐鎮去世。他的長子拉蒙·貝倫格爾繼位，他於1164年在佩德羅尼拉退位後繼承阿拉貢王國。為了向他的阿拉貢血統致敬，他將自己的名字改為阿方索，並成為阿方索二世。拉蒙·貝倫格爾四世的小兒子彼得繼承了塞尔达尼亚和比利牛斯山以北的土地，並更名為拉蒙·貝倫格爾。

## 外觀和性格
《聖胡安德拉佩尼亞編年史》說拉蒙·貝倫格爾四世是「[一個]特別高貴、審慎和正直的人，性情活潑，高瞻遠矚，勇敢無畏，智慧穩定，在生活中表現出極大的節制。拉蒙·貝倫格爾四世的一舉一動。他相貌英俊，體格魁梧，四肢勻稱。」 